# Micrabraxas tenuis
Micrabraxas tenuis là một loài bướm đêm trong họ Geometridae.